# Gabaston
Gabaston település Franciaországban, Pyrénées-Atlantiques megyében. Lakosainak száma 676 fő (2022. január 1.). Gabaston Espéchède, Higuères-Souye, Morlaàs, Ouillon, Saint-Jammes, Saint-Laurent-Bretagne és Sedzère községekkel határos.

## Népesség
A település népességének változása:
| Lakosok száma | 628  | 647  | 671  | 662  | 664  | 667  | 667  | 667  | 676  |
|               | 2013 | 2015 | 2016 | 2017 | 2018 | 2019 | 2020 | 2021 | 2022 |